# Olof Pehr Hallberg
Olof Pehr Hallberg (använde även förnamnen Adolf Peter), född 2 februari 1796 i Alva socken, död 20 maj 1881 i Stockholm, var en svensk guldsmed.
Olof Pehr Hallberg blev gesäll 1818 i Kalmar, guldsmedsmästare 1825 i Stockholm med en gulddosa som mästerstycke. Han verkade därefter som guldsmed i Stockholm men uppsade sitt burskap i staden 1831. Han flyttade därefter till Norrköping där han gifte sig med änkan efter guldsmeden Gustaf Förberg, övertog hans verkstad och 1832 erhöll burskap som mästare i staden. Han verkade som guldsmed i Norrköping fram till 1862. Bland hans arbeten märks en nattvardskalk för Östra Eneby kyrka 1844, en nattvardskalk för Risinge kyrka 1849 och en kaffekanna på Tyresö slott från 1842. På Nordiska museet finns en ragusked från 1847, fem skedar från 1849 och en mugg från 1850 av Hallberg.